# Драгиша Вукчић Хрватинић
Драгиша Вукчић Хрватинић (умро после 1401) је био кнез Глажа у Доњим Крајима из породице Хрватинића.

## Биографија
Драгиша је припадао великашкој породици Хрватинића. Кнез Вукац Хрватинић имао је четворицу синова: Хрвоја, Вука, Војислава и Драгишу, и три ћерке, Ресу, Вучицу и ћерку непознатог имена, удату за стрица усорских војвода Вукмира и Вукашина Златоносовића. Драгиша је 1391. године од Ладислава Напуљског, једног од претендената на угарски престо, добио на управу градове Среду и Глаж. Среда се налазила у жупи Сани. Драгиша је 1393. године дошао у Задар да се поклони моштима светог Шимуна. Драгиша се 1404. године у повељи од 1. априла назива жупаном Глажа. Село Средица у жупи Сани помиње се 1446. године као посед Драгишиних унука. Међутим, подграђе Глажа такође се називало Среда. Изгледа да је након заузимања ових поседа од стране породице Хрватинића формирана посебна жупа Глаж о чијем постојању сведочи повеља из 1446. године. Тада је унуцима кнеза Драгише ове поседе потврдио босански краљ Стефан Томаш. Глаж се налазио на месту данашњег села Сређани у близини Босанске Градишке, западно од реке Врбас.
Кнез Дабиша је, као и његов брат Хрвоје, остао веран Ладиславу Напуљском све до 1408. године. Драгишу је наследио син Иваниш Драгишић. Његови синови држали су: Кључ са жупом Бањицом, град Глаж са истоименом жупом, град Мрин и Кијевац у жупи Сани, село које је припадало граду Градишки и два села у жупи Ускопљу. Претпоставља се да је ове територије окупио још кнез Драгиша. Није позната година Драгишине смрти. Последњи пут у изворима се спомиње 1401. године.

## Породично стабло
|  |                            |  |  |  |  |  |  |  |  |  |  |  |  |  |  |  |
|  | Стјепан (кнез Доњих Краја) |  |  |  |  |  |  |  |  |  |  |  |  |  |  |  |
|  |                            |  |  |  |  |  |  |  |  |  |  |  |  |  |  |  |
|  |                            |  |  |  |  |  |  |  |  |  |  |  |  |  |  |  |
|  | Хрватин Стјепанић          |  |  |  |  |  |  |  |  |  |  |  |  |  |  |  |
|  |                            |  |  |  |  |  |  |  |  |  |  |  |  |  |  |  |
|  |                            |  |  |  |  |  |  |  |  |  |  |  |  |  |  |  |
|  | Вукац Хрватинић            |  |  |  |  |  |  |  |  |  |  |  |  |  |  |  |
|  |                            |  |  |  |  |  |  |  |  |  |  |  |  |  |  |  |
|  |                            |  |  |  |  |  |  |  |  |  |  |  |  |  |  |  |
|  | Драгиша Вукчић Хрватинић   |  |  |  |  |  |  |  |  |  |  |  |  |  |  |  |
|  |                            |  |  |  |  |  |  |  |  |  |  |  |  |  |  |  |
|  |                            |  |  |  |  |  |  |  |  |  |  |  |  |  |  |  |